# Piotr Lachert
Piotr Lachert (5 de septiembre de 1938 – 18 de septiembre de 2018) fue un compositor y pianista polaco.
Lachert vivió y trabajó en Varsovia, París, Hannover, Bruselas y Pescara (Italia) y fue profesor de piano en conservatorios como el de Bruselas, el Warsaw Music School y la Academia de Música de Pescara. Lachert también dirigió numerosas clases maestras en universitarias.
Lachert compuso más de 200 obras incluyendo conciertos, sonatas, música de cámara y trabajos para musicales.

## Obras seleccionadas
Ópera
- Erotic music, scène 24 (1977)
- Primavera (1992)

Teatro musical
- Mysli pospolite (1972)
- Pièce pour une brique, violon et piano (1972)
- Sérénade (1975)
- Sinfonietta (1975)
- Dés (1976)
- Hammerkantate (1977)
- Pasjans. dés (1978)
- Le franc belge est solide (1983)
- Aroka Tre (1984)
- Amore mio, czyli Acsamit Quamtza (1988)

Orquesta
- S comme Makyo (1980)
- Tu i tam (Ktos) (1991)
- Sinfonia Scolastica (1993)
- La figlia di Jorio (1997)
- Hey colenda, colenda para orquesta de cuerda (1999)
- In omaggio (1999)

Concertante
- Concerto africain para piano o clavicordio o clavecín y orquesta de cuerda (1978)
- Musique para piano a cuatro mano y orquesta (1981)
- Concerto No.2 para violín y orquesta (1987)
- Concerto No.2 para piano y orquesta (1988)
- Concerto No.3 para piano y orquesta (1991)
- Un Albanese in Italia para violonchelo y orquesta de cuerda

Música de cámara
- Prélude et Fugue para solos de oboe (1970)
- Six Sketches para violín y piano (1970)
- Miniatury fletowe (Flute Miniatures) para flauta y piano (1971)
- Anti-contrastes para violín, clarinete y piano (1973)
- Habent Panem Paratum para flauta, oboe o clarinete (1978)
- Puzzle 1 para solos de tuba (1978)
- Puzzle 2 para solo de contrabajo (1979)
- K comme Makyo para clarinete, trombón, violonchelo y piano (1980)
- Pha para brass quintet (1980)
- Bajka para violín y violonchelo (1981)
- Per Adele para violín y piano (1982)
- Per Anca para violín y piano (1982)
- Tocatanca para solo de clarinete (1982)
- Adenja para cuarteto de cuerda (1984)
- Body Violence para solo de trompa (1984)
- Szuja szott para flauta y piano (1985)
- Katanick para viola y clavecín (1986)
- Te ne ricordi? para solo de violonchelo (1988)
- Vino, vino para 2 violines (1989)
- Nuits bergamasques para violín, violonchelo y piano (1990)
- Sonata No.4 para viola y piano (1991)
- Sonata No.5 para clarinete o saxofón alto y piano (1991)
- 21 para cuarteto de cuerda (1992)
- Kuba Trio para flauta, violonchelo y piano (1992)
- Akabis para flauta y marimba (o teclado) (1993)
- Étude de concert para solo de flauta (1993)
- Padova, Padova para flauta, clarinete, trompa, guitarra y piano (1993)
- Sonata No.9 para solo de violín (1993)
- Giraffa sentimentale para 2 flautas y piano (1996)
- Sonata No.16 para flauta y piano (1997)
- Sonata No.17 para violín y piano (1997)
- String Quartet No.3 (1997)
- Talentina para flauta y piano (1997)
- Preghiera per una buona morte para violín, clarinete, violonchelo y piano (1998)
- Pienia anielskie e Tango satanico, Octeto de 2 oboes, 2 clarinetes, 2 fagots y 2 trompas (1999)

Órgano
- Modlitwa (1971)
- Pièce pour orgue (1972)
- Bandalaluc para 2 órganos (1975)

Piano
- Zart (1970)
- Études improvisantes (1973)
- Études intelligentes (1974)
- Prima vista (1975)
- Poussières des étoiles (1980)
- Dix pièces (10 Pieces) para 2 pianos (1981)
- Per Adele para piano a cuatro manos (1982)
- Per ragazzi (1983)
- Aroma in B (1984)
- Aroma in F (1984)
- Bi Ba Bo (1984)
- Live Computer Story (1984)
- Inventions (1985)
- Kauffolie para 36 pianos (1986)
- Sonata No.2 (1988)
- Amalo mio para piano a cuatro manos (1991)
- Ariki in F (1991)
- Avale Koan (1991)
- Sonata No.3 (1991)
- Sonata No.6 "Pescarese" (1992)
- Sonata No.7 "Fiamminga" (1992)
- Sonata No.8 (1993)
- Sonata No.10 (1994)
- Sonata No.11 (1994)
- Per Cristina (1995)
- Sonata No.12  "Sweet" (1995)
- Sonata No.13 (1995)
- Sonata No.15 (1996)
- 5 gatti di Laura (1997)
- Sonata No.18 (1997)
- Trois photos de Betty Bee (1997)
- Sonata No.19 para piano a cuatro manos (1999)
- Sonata No.20 "Sto lat" ("One Hundred Years") (1998)
- Sonata No.21 (2000)
- Sonata No.22 (2000)
- Per Claudia (2001)
- Sonata No.24 (2002)
- Tasti e testi

Vocal
- Hit para soprano, mezzo-soprano, tenor, alto tenor y bajo (1980)
- Zes Isa liederen para soprano y piano (1985)
- Cantiques para voz femenina y piano (1987)
- Delikatnie para soprano y piano (1987)
- Cinq traductions para 2 voces y máquina de escribir (1989)
- Tango macabre para 2 sopranos, tenor y orquesta de cámara (1991)
- Jasne slonko para soprano y piano (1994)
- Sorella para voz y piano (1994)